# Tout le monde peut se tromper
Pour plus de détails, voir Fiche technique et Distribution.
Tout le monde peut se tromper est un film français de Jean Couturier réalisé en 1983.

## Synopsis
Albine est employée dans une bijouterie parisienne. Un jour où elle est seule en boutique, deux hommes masqués viennent braquer la bijouterie et cherchent à ouvrir le coffre. L'un d'eux s'emballe et souhaite s'en prendre à la jeune femme qui se défend. Le coup part tout seul, l'un des deux braqueurs meurt sur le coup. Son complice s'enfuit mais voudra à tout prix venger son copain. D'où une multitude de tentatives pour supprimer la belle blonde, qui tournent à chaque fois à la catastrophe. L'enquête est confiée à l'inspecteur Tarnopol déjà contrarié par l'évasion d'un criminel qui a lui-même juré de se venger contre ce flic qui a provoqué son arrestation.

## Fiche technique
- Réalisation : Jean Couturier
- Scénario : Marianne Lewis (scénario), Paul Claudon (adaptation), Jean Couturier (adaptation) et Alex Varoux (dialogues)
- Musique : Vladimir Cosma
- Photographie : Didier Tarot
- Année : 1983
- Pays de production :  France
- Genre : comédie
- Date de sortie en salles en France : 9 février 1983
- Affiche : Clément Hurel (France)

## Distribution
- Fanny Cottençon : Albine Boisvert
- Francis Perrin : Ludovic Vincent, dit 'Vic'
- Bernard Le Coq : Inspecteur Tom Tarnopol
- Christophe Bourseiller : Edgar
- Franck-Olivier Bonnet : Vincent Chauchard
- Daniel Desmars : Simon Katz
- Gérard Boucaron : Le médecin
- Jean-Claude Montalban: Un agent de l'identité judiciaire
- Michel Pilorgé: Un agent de l'identité judiciaire
- Fred Ulysse : Lambert
- Max Vialle : Le gardien du cimetière
- Clément Harari : Léon Katz
- Liliane Coutanceau : Rolande Cordelier
- Monique Couturier : La gérante
- Michel Beaune : Le notaire
- Michèle Moretti : Marie-Rose Tarnopol
- André Dumas : Le gérant
- Marius Laurey : Le fleuriste
- Michel Lasorne : Le marchand de poissons
- Joël Meziane : Le dragueur
- François Rostain : Le serveur
- Nicole Desailly : La seconde invitée du mariage
- Herbert Fiala : L'agent N°1
- Gérard Grobman : Le militaire
- Gilles Grouard : Le journaliste TV
- Eric Jolly : Frankenstein
- Dominique Lestournel : Levasseur
- Mado Maurin : La première invitée du mariage
- Michel Morano : Le quidam
- Claude Ouzilou : L'ami de Léon au mariage
- Roger Trapp : Le patron du bistrot